# The Forgiven
The Forgiven è un film del 2021 scritto e diretto da John Michael McDonagh.
Il film è l'adattamento cinematografico del romanzo di Lawrence Osborne Nella polvere, pubblicato nel 2012.

## Trama
Jo e David Henninger si recano in Marocco per un esclusivo party nella casa di amici nei pressi dell'Alto Atlante. Durante il lungo viaggio in macchina, David investe accidentalmente uccidendolo un giovane del posto, Driis, che andava verso la macchina per farla rallentare allo scopo di vendergli un fossile. La coppia porta il corpo del ragazzo nella villa in cui sono stati invitati e i tentativi dei padroni di casa di mantenere l'atmosfera festosa vengono interrotti dall'arrivo su un fuoristrada del padre del giovane che riparte portando con sé David e il corpo del figlio. Arrivati nel deserto dove vive la famiglia di Driis, l'amico che si era allontanato da casa con lui racconta che dopo averlo investito ed ucciso, David ha sotterrato i documenti di Driis. Durante il viaggio di ritorno alla villa che ospita sua moglie Jo, David confessa che guidava ubriaco e di aver investito Driis mentre, guidando, discuteva con la moglie e lascia all'uomo che lo ha riaccompagnato una busta con molto denaro. I due coniugi ripartono dalla villa in macchina e si fermano nel deserto davanti ad un ragazzo, l'amico di Driis, con un fossile in mano. David scende, ma il ragazzo estrae la pistola e mentre David gli dice più volte "fallo" spara e lo uccide davanti alla moglie Jo.

## Produzione

### Sviluppo
Nel maggio 2018 è stato annunciato che John Michael McDonagh avrebbe scritto e diretto un adattamento del romanzo Nella polvere con Ralph Fiennes, Rebecca Hall, Mark Strong e Saïd Taghmaoui. Nel dicembre 2019 Jessica Chastain si è unita al cast e nei mesi successivi è stata confermata anche la partecipazione al film di Marie-Josée Croze, Matt Smith, Christopher Abbott, Ismael Kanater, Alex Jennings ed Abbey Lee.

### Riprese
Le riprese principali sono iniziate in Marocco nel febbraio 2020, ma il mese successivo sono state interrotte a causa della pandemia di COVID-19. Dopo sei mesi di pausa le riprese sono cominciate di nuovo nel settembre 2020.

## Promozione
Il primo trailer del film è stato pubblicato il 20 maggio 2022.

## Distribuzione
The Forgiven ha avuto la sua prima al Toronto International Film Festival l'11 settembre 2021.
La distribuzione del film nelle sale statunitensi è prevista per il 1º luglio 2022, mentre quella nelle sale britanniche per il 26 agosto successivo. In Italia, il film è uscito il 14 luglio 2022, poco dopo l'uscita americana e poco prima di quella britannica.